# Maja Green
Maja Anna Matilda Green, född 9 maj 1995, är en svensk fotbollsspelare som spelar för Piteå IF.

## Karriär
Green började spela fotboll i Falköpings KIK som 10-åring. Hon spelade 10 matcher för klubben i Division 1 säsongen 2010. Följande säsong spelade Green 22 ligamatcher och gjorde sex mål för Falköping som dock blev nedflyttade till Division 2. Hon spelade 18 matcher och gjorde åtta mål i Division 2 säsongen 2012 då Falköping direkt blev åter uppflyttade till Division 1. Säsongen 2013 spelade Green 18 ligamatcher samt gjorde tre mål och säsongen 2014 gjorde hon två mål på 11 ligamatcher. Green spelade även tre ligamatcher för Falköping under säsongen 2017.
Mellan 2014 och 2018 studerade Green på California State University, Bakersfield och spelade collegefotboll för Cal State Bakersfield Roadrunners. Hon spelade totalt 76 matcher och gjorde åtta mål under sin tid i USA. Redan under sitt första år fick hon motta två priser, bland annat som bästa mittfältare i allstar-laget. I maj 2018 tog Green examen och flyttade därefter hem till Sverige och började spela fotboll i Lidköpings FK. Hon spelade 16 matcher och gjorde ett mål i Elitettan 2018. Följande säsong spelade Green 25 ligamatcher och gjorde två mål.
I januari 2020 värvades Green av Piteå IF, där hon skrev på ett ettårskontrakt. Green debuterade i Damallsvenskan den 11 juli 2020 i en 1–0-vinst över IK Uppsala. Hon spelade totalt 14 ligamatcher, varav 11 från start under sin debutsäsong i Damallsvenskan. I november 2020 förlängde Green sitt kontrakt i klubben med två år. I november 2022 förlängde hon sitt kontrakt med ytterligare två år. I december 2024 förlängde Green sitt kontrakt med ett år.

## Meriter
Piteå IF
- Svensk cupvinnare: 2023/2024